# Abbruchhaus

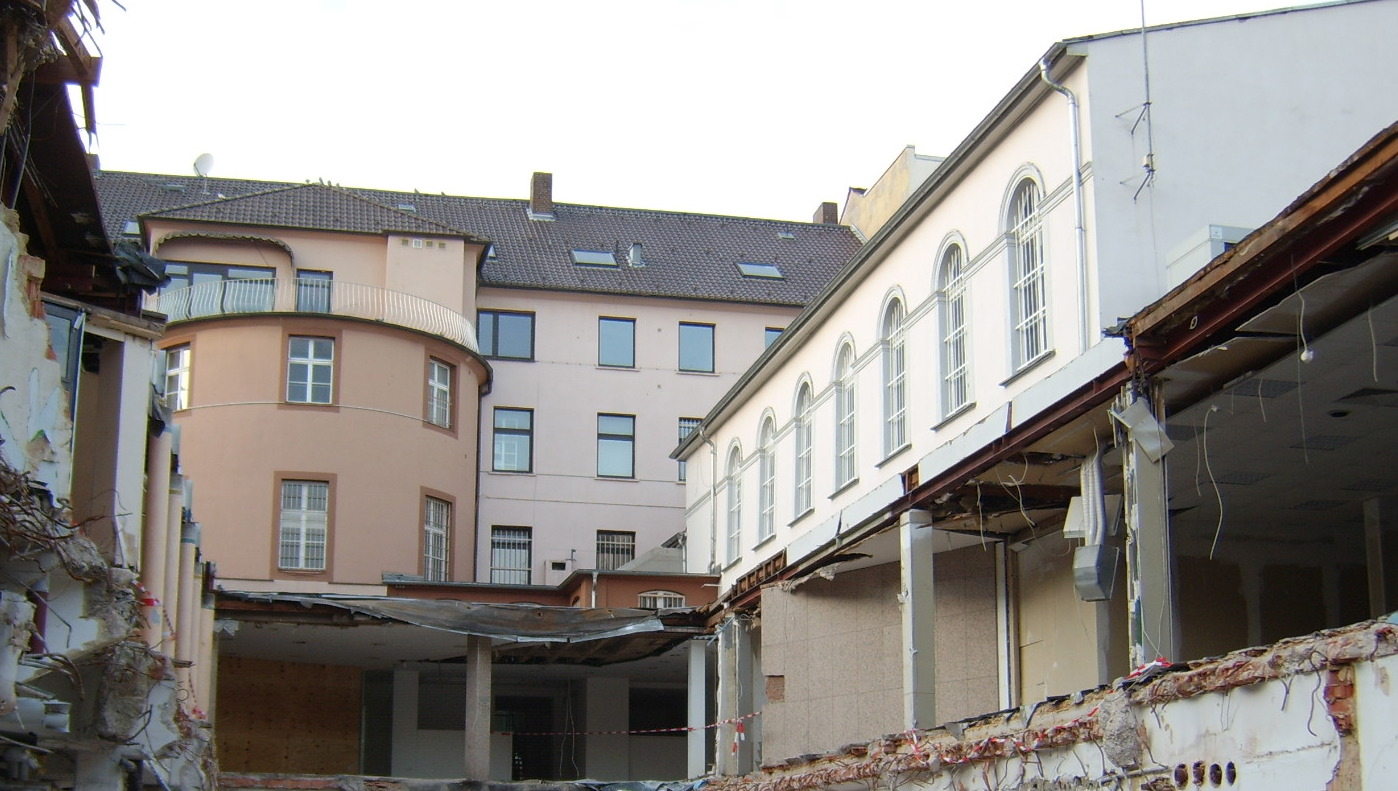
Das Palais Reichenbach in Kassel beim Beginn des Abbruchs im November 2005

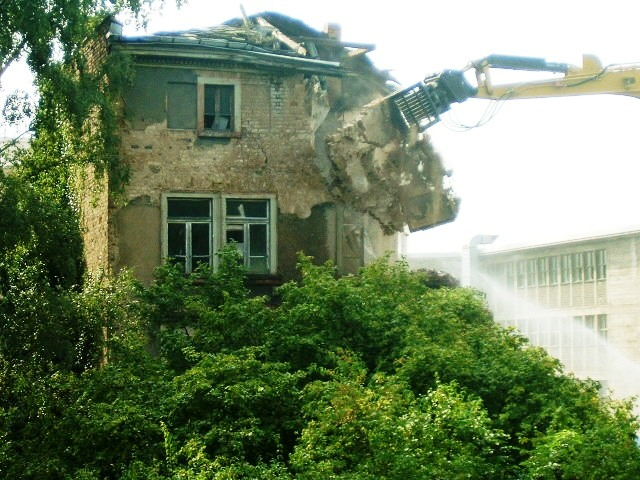
Abbruchhaus beim Abriss

Ein Abbruchhaus (auch Abrisshaus oder Schrottimmobilie genannt) ist ein Haus oder Gebäude, das entweder zum Abbrechen bzw. Abreißen vorgesehen ist oder gerade abgebrochen wird.
Die Gründe für den Abbruch von Gebäuden können sehr unterschiedlich sein. Die wichtigsten sind die Unbrauchbarkeit, Unvermietbarkeit oder Unverwertbarkeit durch Brand oder andere Gebäudeschäden (Sturm, Hochwasser, Baufälligkeit, Befall des Bauholzes durch Schädlinge u. ä.), die so genannte Entkernung von Wohngebieten, Industrie- oder Gewerbegebieten, Alterung, Neubebauung von Grundstücken oder auch Preisveränderungen und Spekulationen auf dem Immobilienmarkt.
Abbruchhäuser wurden und werden manchmal von Hausbesetzern besetzt, die diese in Form der so genannten „Instandbesetzung“ zu Wohnzwecken und für kulturelle Vorhaben nutzen. Des Weiteren werden Abbruchhäuser gelegentlich von Hilfsorganisationen wie Feuerwehr oder THW zu Übungszwecken genutzt.
Der Abbruch erfolgt entweder von Hand mit Spitzhacke und Schaufel oder maschinell mit Hydraulikhammer, Betonzange oder Abrissbirne, oder aber per Sprengung. Welche Verfahren zum Zuge kommen, hängt vor allem von Gebäudegröße und -standort, Zeitrahmen und finanziellen Möglichkeiten des Auftraggebers ab. Die Wertstoffe werden entweder als Abbruchsteine oder Recyclingmaterial wieder verwendet, vorschriftsmäßig wiederverwertet bzw. entsorgt.
Siehe auch: Leerstand, Bauwesen, Baukunst, Bauplanung, Baumaschinen, Recycling